# Baturijal Barat
Baturijal Barat is een bestuurslaag in het regentschap Indragiri Hulu van de provincie Riau, Indonesië. Baturijal Barat telt 944 inwoners (volkstelling 2010).